# E. M. Wright
Sir Edward Maitland Wright, zitiert häufig als E. M. Wright, (* 13. Februar 1906 in Farnley bei Leeds; † 2. Februar 2005 in Reading) war ein britischer Mathematiker, der sich mit Zahlentheorie beschäftigte.

## Leben
Nachdem die Seifenfabrik seines Vaters bankrottging, wuchs er mit seiner Mutter, einer Musiklehrerin, auf. Er legte als Externer an der Universität London die Bachelor-Prüfung in Mathematik ab, worauf er sich im Selbststudium vorbereitete, während er gleichzeitig schon ab 16 Jahren als Lehrer unter anderem für Französisch arbeitete. Ab 1926 studierte er mit einem gewonnenen Stipendium an der Universität Oxford (Jesus College, Christ Church College als Junior Research Fellow 1930 bis 1933), wo er Schüler von Godfrey Harold Hardy war. Nach einjährigem Aufenthalt in Göttingen wurde er 1932 Lecturer am King’s College in London und nach der Promotion 1933 am Christ College in Oxford. 1935 wurde er Professor in Aberdeen. Im Zweiten Weltkrieg war er Geheimdienstoffizier im Verbindungsstab von Royal Air Force und MI6. 1962 bis 1976 leitete er die Universität Aberdeen als Principal und Vizekanzler, danach war er bis zu seiner Emeritierung 1983 Research Fellow an der Universität.
1938 veröffentlichte er mit Hardy das bekannte Lehrbuch Introduction to the theory of numbers.
In der Neuauflage ihres Lehrbuchs von 1954 findet sich auch der Beweis, dass es für jede Zahl {\displaystyle n} eine Taxicab-Zahl gibt. Er befasste sich auch mit Graphentheorie.
1977 wurde er als Knight Bachelor geadelt und erhielt 1978 den Senior Berwick-Preis. Er war Mitglied der Royal Society of Edinburgh (1937) und mehrfacher Ehrendoktor. 1929 wurde er zum Mitglied der London Mathematical Society gewählt.
Sein Sohn John Wright war ebenfalls Professor für Mathematik (Reading).

## Schriften
- Hardy, Wright: An introduction to the theory of numbers. Oxford University Press, 3. Auflage, 1954, 5. Auflage 1979, Neuauflage 2008 mit Roger Heath-Brown, Joseph Silverman.